# Паркер, Джордж (легкоатлет)
Джордж Паркер (1896—1976) — австралийский легкоатлет. На олимпийских играх 1920 года выиграл серебряную медаль в спортивной ходьбе на 3000 метров с результатом 13.19,6. Также на Олимпиаде 1920 года выступал в ходьбе на 10 000 метров, на которой вышел в финал, однако в финальном заходе не смог закончить дистанцию.

## Биография
Заниматься лёгкой атлетикой начал в 1918 году. Он был перспективным бегуном на длинные дистанции, в частности его тренировка состояла из пробежки между Бонди (пригород Сиднея) и Сиднеем. Также он прыгал в высоту, где имел результат 6 футов и 6 дюймов ≈ 1,98 м. В конце 1918 года он вступил в спортивный клуб NSW Walking and Field Games Club, в котором и начал карьеру спортивного ходока. В клубе его тренером стал ходок Эрни Остин. На чемпионате Сиднея 1919 года Паркер занял 2-е места на дистанциях 1 и 3 мили, уступив на обеих дистанциях Эрни Остину. В 1920 году стал чемпионом Австралии на дистанциях 1 и 3 мили. В этом же году он выиграл соревнования на дистанции 1 миля с рекордом Нового Южного Уэльса — 6.33.
После Олимпиады он редко выступал на соревнованиях. В 1922 году он стал чемпионом Австралии на 1 милю и занял 2-е место в ходьбе на 3 мили. В 1923 и 1924 годах он не соревновался, в том числе не отбирался на олимпийские игры 1924 года. Паркер решил вернуться в большой спорт в конце 1924 года, где на чемпионате Нового Южного Уэльса выиграл заход на 7 миль с рекордом Австралазии. Через Неделю он выиграл заход на 7 миль на чемпионате Австралии и Океании. В 1925 году вновь стал чемпионом штата в заходах на 1 и 3 мили. Последний раз выступил на соревнованиях в 1931 году, когда стал чемпионом штата в заходе на 1 милю, после этого завершил карьеру.